# Sillago schomburgkii
Sillago schomburgkii és una espècie de peix de la família Sillaginidae i de l'ordre dels perciformes.
Els mascles poden assolir els 42 cm de longitud total.
És un endemisme d'Austràlia.